# Geschichte des Fräuleins von Sternheim

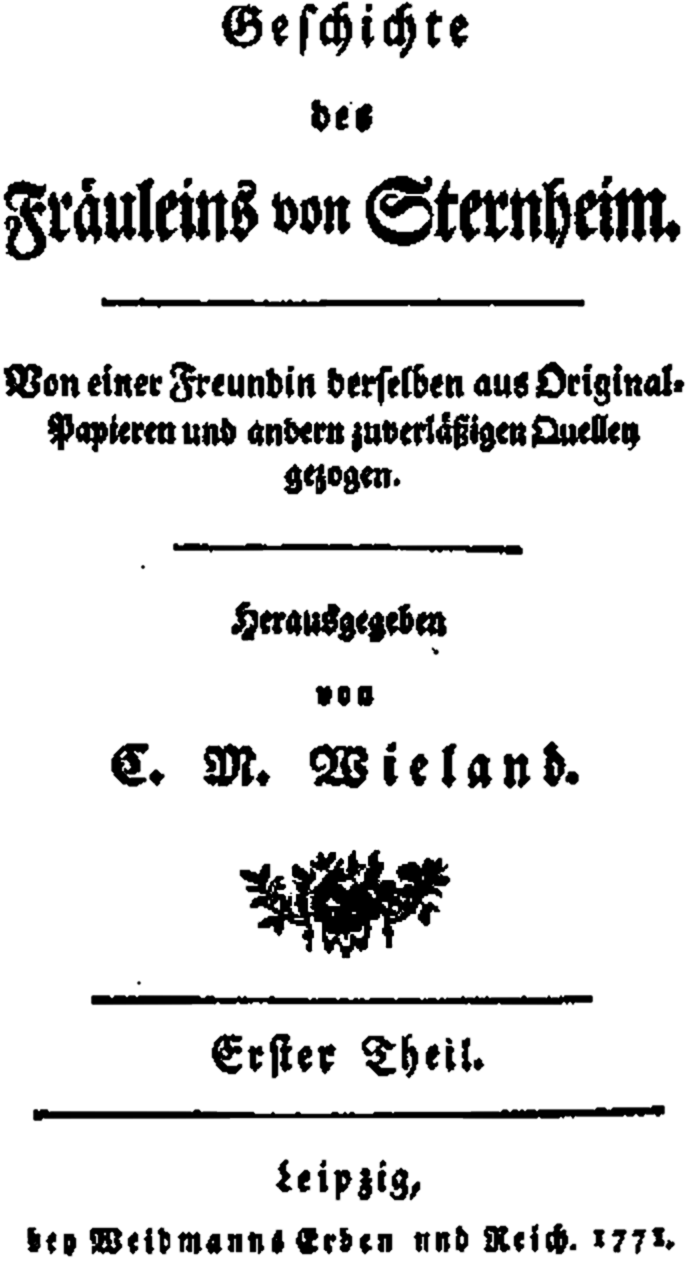
Titelblatt der Erstausgabe des ersten Teils (1771)

Die Geschichte des Fräuleins von Sternheim von Sophie von La Roche gilt als erster deutschsprachiger Roman, der von einer Frau verfasst wurde. Der moralisch-empfindsame Briefroman wurde 1771, in der Zeit der Aufklärung, zunächst anonym durch den Herausgeber Christoph Martin Wieland veröffentlicht.

## Inhalt
In dem Roman Geschichte des Fräuleins von Sternheim wird ein Abschnitt des Lebens von Sophie von Sternheim, Tochter eines geadelten Obersten und seiner aus dem englischen Adel stammenden Frau, geschildert. Erzählt wird die Geschichte hauptsächlich durch Briefe Sophies an ihre Freundin Emilia, jedoch kommen auch andere Verfasser in Briefen zu Wort. Der Roman ist in zwei Teile gegliedert.
Der erste Teil schildert die Vergangenheit von Sophies Eltern. Ihr Vater, Oberst Sternheim, verliebt sich in Sophie, die Schwester seines Freundes Baron von P. Obwohl ein Standesunterschied besteht, kommt es schließlich zur Ehe der beiden. Sophie kommt zur Welt und wird nach christlichen Werten erzogen. Ihre Mutter stirbt früh, so dass hauptsächlich der Vater für ihre Erziehung verantwortlich ist. Als Sophie von Sternheim neunzehn ist, stirbt auch ihr Vater. Sie muss das Landgut ihres Vaters verlassen und in die Hauptstadt D. zu ihrem Onkel und ihrer Tante, Gräfin Löbau, ziehen. Entgegen ihrer natürlichen, tugendhaften Erziehung soll sie die Mätresse des Fürsten werden, da sich ihr Onkel dadurch einen politischen Vorteil erhofft. Sophie soll sich dem Hofe anpassen und sich um ihre Äußerlichkeiten kümmern, anstatt sich zu bilden.
Am Hofe lernt Sophie Lord Derby und Lord Seymour kennen, die beide aus gutem englischen Hause stammen. Während sie Lord Derby zunächst abstoßend findet, fühlt sie sich zu Lord Seymour hingezogen, was dieser anfänglich erwidert. Irritiert von ihrem naiven Verhalten wendet er sich aber schließlich ab. Bei einem Land- und Maskenfest redet Sophie mit dem Pfarrer und wird zusammen mit dem Fürsten gesehen, worauf Lord Seymour auf ein Verhältnis zwischen ihr und dem Fürsten schließt. Sophie durchschaut später die Intrige ihrer Tante und fühlt sich getäuscht.
Inzwischen mimt Lord Derby einen tugendhaften Mann und hilft der Familie T., derer sich auch Sophie angenommen hat. Sie ist von seinem Verhalten beeindruckt und sieht den einzigen Ausweg, ihrem Schicksal als Mätresse zu entkommen und ihre Tugend wiederherzustellen, darin, Lord Derby zu heiraten. Dieser inszeniert eine Scheinhochzeit. Sein Diener verkleidet sich als Geistlicher und traut die beiden. Nach ein paar Wochen verlässt Lord Derby Sophie und geht zurück nach England, da er sich aufgrund ihrer Schwermut langweilt und sich herausstellt, dass sie noch Gefühle für Lord Seymour hat. Sophie ändert nach dieser Enttäuschung ihren Namen in „Madam Leidens“, unterrichtet an einer Gesindeschule bei Madam Hills Mädchen und legt ihnen die Tugend nahe.
In Spaa lernt sie Lady Summers kennen, die sie nach England auf ihr Gut holt, um dort als Gesellschafterin für sie zu arbeiten. Dort lernt sie ihren Nachbarn Lord Rich kennen, der sich in Sophie verliebt und, wie sich später herausstellt, der Bruder von Lord Seymour ist. Lord Derby ist mittlerweile mit der Nichte von Lady Summers verheiratet. Er lässt Sophie vor seinem Besuch mit seiner Frau bei Lady Summers entführen, da er sich vor Komplikationen fürchtet. Er befiehlt, sie ins Bleigebirge zu einer armen Köhlerfamilie zu bringen. Sophie nimmt sich dort Derbys unehelicher Tochter an. Nachdem Derby Sophie zum letzten Mal nach einer Eheschließung fragt und sie diese ablehnt, sperrt sein Diener Sophie in einen Turm ein, während Lord Derby in dem Glauben gelassen wird, Sophie sei tot. Dieser wird daraufhin todkrank und gesteht Lord Seymour und seinem Bruder den Aufenthaltsort von Sophie, damit ihr Leichnam geholt und standesgemäß beerdigt werden könne. Lord Seymour stellt fest, dass ihr Ableben lediglich vorgetäuscht war: Die Familie hatte Sophies Tod vorgegeben, um sie zu retten, da sie sich tugendhaft ihrer angenommen hat und sich um die uneheliche Tochter von Lord Derby gekümmert hat. Sie heiratet Lord Seymour, bekommt einen Sohn und führt ein tugendhaftes Leben.

## Interpretation
Der Roman fand bereits direkt nach Erscheinen begeisterte Leser und Leserinnen und zählt zu den Werken, die die literarische Epoche der Empfindsamkeit wesentlich beeinflusst und die Gattung des Frauenromans begründet haben. Da sich das Fräulein von Sternheim den Adels-Konventionen widersetzt und aus eigener Kraft tugendhaft bleibt, nehmen sich die Leserinnen die Protagonistin als Vorbild an Selbstbestimmung.
Mit Hilfe ihrer großbürgerlichen, pietistisch geprägten Herkunft konnte Sophie von La Roche in dieser sehr gefühlsbetonten Strömung im Rahmen der europäischen Aufklärung ihre menschlichen Gefühlsäußerungen und ethischen Werte in diesem Werk verständnisvoll verdeutlichen. Sie wendet sich damit vornehmlich an das neu entstehende Lesepublikum der Frauen des Bildungsbürgertums:

„Sie zeigte psychologisch einfühlsam an ihren Frauenfiguren die Anpassungsstrategien und beginnenden Autonomiebestrebungen von Frauen und stellte deren Subjektformierung dar. La Roche thematisierte das Streben nach moralischer Zufriedenheit und guten Affekten wie Sympathie, Freundschaft, Menschenliebe und Mitgefühl und sie polemisierte gegen die negativen wie Stolz, Eifersucht, Leidenschaft oder Unaufrichtigkeit.“

Zusammen mit der von der Natur gegebenen Fähigkeit des Menschen, sich moralisch gut zu verhalten, bedeutete Tugend im 18. Jahrhundert die konkrete Umsetzung der Vorstellung von der Vervollkommnungsfähigkeit des Menschen. Vervollkommnung stellte dabei das Ziel sowie die von Gott gegebene Aufgabe des Menschen dar. Zahlreiche Erziehungsschriften und Romane aus dieser Zeit, so auch die Geschichte des Fräuleins von Sternheim, befassen sich daher mit den Fragen, ob und wie Tugend gelernt, ausgebildet und an sich und anderen überprüft werden kann und sollte. Anhand der jungen Protagonistin wird gezeigt, zu „[…] welcher Tugend ein Mensch fähig sein kann. Zugleich aber gibt der Roman Hinweise darauf, wie der Wille zur Tugend und das Streben nach Tugendhaftigkeit den Menschen in seiner Täuschungsanfälligkeit belässt.“ (Dane 1996: S. 171)
La Roche bietet dies alles nicht in einem Stil von „trockener Buchgelehrsamkeit“ (Becker-Cantarino 2008: S. 93), sondern vermittelt die Geschichte natürlich mit Hilfe von inneren Seelenvorgängen. „Diese ermöglichen den Zugang zur Welt des Textes über das identifikatorische Mitgefühl von Leserin und Leser“ (Becker-Cantarino 2008: S. 93). Das Werk stellt dabei jedoch keine statische, psychologische Zeichnung dar, sondern erzählt die Geschichte der Sophie von Sternheim, „[…] die in schwierige Umstände verwickelt, ihr äußeres Glück selbst zerstört, dann aus sich selbst heraus als Madame Leidens den eigenen Weg geht und – schließlich erlöst wird. Ihre ‚Geschichte’ lebt aus der Spannung zwischen christlichem Leidensweg und Bestrebungen zu Autonomie über ihr Leben, der Spannung zwischen patriarchaler Gesellschaft und weiblichem Subjekt.“ (Becker-Cantarino 2008: S. 93)
Am Hofe, an den Sophie ziehen musste und wo sie ihr Glück in der Gesellschaft mit einer standesgemäßen Heirat machen könnte, ist die bürgerlich denkende Sophie „den Versuchungen eines selbstgefälligen Lebens und den ‚Fallstricken des Lasters’ (Vergnügungen, Luxus, Festlichkeiten, Intrigen um Macht und Geld, Spiel, Verführung, sexuelle Reize) ausgesetzt.“ (Becker-Cantarino 2008: S. 96) Sie hält jedoch an ihren Wertvorstellungen fest, so liest sie, schreibt, beschäftigt sich mit weiblichen Handarbeiten, gibt Bedürftigen Almosen und sucht Freundschaften. Das intrigante Spiel des Hofes – sie soll als Fürstenmätresse Lustobjekt werden und so der politischen Macht ihres Onkels dienen – durchschaut sie nicht. Sophie erkennt auch die wahre Liebe des Lord Seymour nicht, der sie über ihre Situation als Objekt der Erotik aufklärt. Verunsichert und desillusioniert und ohne sich mit ihr nahestehenden Personen zu beratschlagen entscheidet sie sich schnell zur heimlichen Heirat mit Lord Derby, um dem Leben am Hofe zu entfliehen. Sie macht sich so aus Enttäuschung, Schamgefühl, Wut und Stolz zum Lustobjekt des falschen Derby.
Sophie erkennt ihre Täuschung und ihr Unglück schnell. Diese Situation beschreibt „zugleich das Dilemma und die ambivalente Situation der bürgerlichen Frau im 18. Jahrhundert. Sie wird als Person definiert über das Tugendgebot […]. Zugleich ist sie als Individuum nicht autonom, sondern im familiären Bereich sowie der Gesellschaft von Männern und deren Interessen abhängig (Vater, Onkel, der Fürst, Derby, Seymour).“ (Becker-Cantarino 2008: S. 96)
Aufgrund der zahlreichen thematisierten Problemzusammenhänge ist der Roman also aus verschiedenen Perspektiven zu beleuchten und zu interpretieren, beispielsweise aufgrund seiner didaktischen Ausrichtung, seiner Bedeutung im Rahmen von Sozialgeschichte oder der sich verändernden Frauen- und Geschlechterrollen im 18. Jahrhundert. Zentral erscheint hier die didaktische Absicht, auf die die Geschichte der Sophie von Sternheim abzielt: Durch ihren Fehler, sich in Derby zu täuschen, das Ideal einer Liebesheirat zu verdrängen und somit einer Ehe auf dem Boden der Vernunft einzugehen, wird Sophie ins Unglück gestürzt. Schon ihr im Sterben liegender Vater bat den Pfarrer in seinem letzten Brief, darauf Acht zu geben, „[…] daß das edeldenkende [sic] Herz des besten Mädchens durch keine Scheintugend hingerissen werde. […] da sie lauter Empfindung ist, haben so viele, viele die elende Macht, sie zu kränken.“ (La Roche 2006: S. 53)
Die Grenzen des aufgeklärten Tugendideals werden hier deutlich: Es scheint, als läge all das Unglück, welches ihr widerfährt, in der Tugendhaftigkeit. Durch diese eindimensionale Weltsicht geht sie schnell davon aus, dass auch andere, so auch Derby, diese Lebensauffassung teilen und nach diesem Ideal handeln. Jedoch besteht für Sophie die Schwierigkeit, echte und ehrliche Tugendhaftigkeit im verstellten, täuschenden und oberflächlichen höfischen Leben zu erkennen, da Tugendhaftigkeit Personen in erster Linie durch ihr öffentliches Auftreten und Handeln zugeschrieben wird und die wirklichen Absichten und Überzeugungen der betreffenden Personen der Protagonistin so weitgehend unerkannt bleiben – nur dem Leser eröffnen sich durch die Briefe der Figuren deren wahre, aber auch die vorgetäuschten Absichten. Öffentliches Handeln und Verhalten musste also nicht nur tugendhaft sein, es musste auch öffentlich als solches anerkannt sein. Es erfordert also Selbstreflexion und -kontrolle, mit Blick auf andere, wie aber auch sich selbst. Hierbei ergibt sich unter anderem die Gefahr der Eitelkeit und Berechnung, so dass Tugendhaftigkeit schnell in ihr Gegenteil umschlägt. Außerdem wird deutlich, dass es nicht möglich ist, nur von einzelnen Handlungen einer Person auf den Charakter als Gesamtes zu schließen:

„Tugend ist fragil und täuschungsanfällig, solange eine tugendhafte Person nicht lernt, die persönlichen Dispositionen und Interessen der jeweils Auslegenden zu durchschauen.“

Sophie wird schon früh neben Philosophie, Geschichte, Sprachen, Musik auch im Tanzen gelehrt, der Intention und Überzeugung ihres Vaters nach, um die Bewegungen einer schnell und groß wachsenden Person schon beim Wachstum zu Harmonie schulen und angenehm machen zu können. Am Hofe bekommt sie nun für ihr Können Komplimente, wird aber auch für kokett gehalten. Sophie selbst jedoch ist außer Stande, diese beiden Auslegungsmöglichkeiten zu erkennen, denen sie und ihr Auftreten unterworfen sind.
Sophie gefallen die höfischen Zeremonien und das Zurechtmachen am Putztisch nicht, sie arrangiert sich aber damit. Nur bei dem Fest, auf dem die Teilnehmer in Bauernkleidern erscheinen, fühlt sie sich (aufgrund ihrer Bescheidenheit und Demut) wohl und findet dort mit den Werten ihrer Herkunft eher Zufriedenheit und Bestätigung, durchschaut aber die Oberflächlichkeit dieser künstlichen Inszenierung nicht. Sie sieht in ihrem Kleid gut aus und führt dies auf die Einfachheit der Kleidung zurück, für Derby allerdings ist es nur eine Verkleidung, in der sie sich durch ihre Person in Schönheit von den anderen Frauen abhebt. Diese verschiedenen Sichtweisen treffen unabhängig voneinander zusammen und die Aufgabe des Lesers ist es, sie erkennen und richtig einschätzen zu lernen.
Durch ihre Art, menschliche Verhaltensweisen zu deuten, wird Sophie anfällig für Täuschungen. Dadurch verliert sie im Roman zeitweise ihre Tugend in den Augen der höfischen Öffentlichkeit, insbesondere in denen Lord Seymours. Die Abhängigkeit der Auslegung von Situationen und Verhaltensweisen hängt stark von den Gefühlen der jeweiligen Figuren ab, welches bei der brieflichen Beschreibung einer Situation durch die verschiedenen Figuren erkennbar wird. So werden die daraus folgenden Fehler der Figuren und deren Gründe (zunächst) wieder nur dem Leser vor Augen geführt. Es wird deutlich, „dass kein Mensch ausschließlich gut oder schlecht sein kann, das zeigen Seymours Fehler zu Beginn des Romans und Derbys späte Einsicht und Reue zum Schluß. Fast ausnahmslos jede der Figuren ist am Zustandekommen des glücklichen Ausganges beteiligt, auch wenn Sophies eigene tugendhafte Beständigkeit die wichtigste Voraussetzung dafür ist. […] Die Fehlbarkeit des Menschen bleibt trotz seines Willens zur Tugend anthropologisch bedingt. Der Wille zur Tugend und tugendhaftes Verhalten allein schützen vor Fehlern nicht und geben keine Sicherheit […]“ (Dane 1996: S. 191)
Der Roman behandelt nicht nur die tugendhafte Empfindsamkeit, er zielt auch auf eine gewisse Menschenkunde in der Zeit des höfischen Absolutismus ab.

### Parallelen zur Biographie La Roches

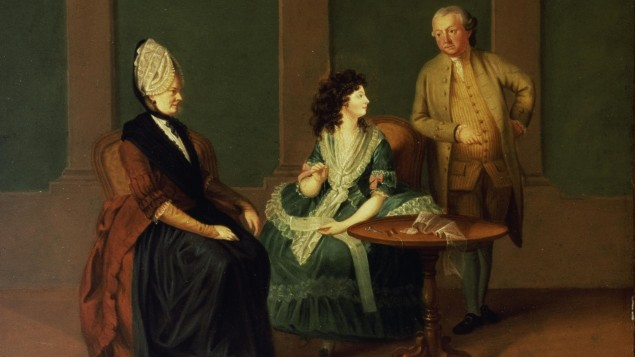
Sophie von La Roche mit ihrer Tochter Maximiliane und deren Ehemann (ca. 1773/1774)

Oft kommt der Gedanke auf, La Roches Roman Geschichte des Fräuleins von Sternheim sei autobiographisch. Tatsächlich enthält der Roman einige Parallelen zu La Roches Leben, doch diese führten lediglich zum ersten Schreibimpuls La Roches. Hauptanlass des Romans war La Roches Trauer und Einsamkeit, die sie erleiden musste, als zwei ihrer insgesamt acht Kinder, die ältesten Töchter Maximiliane und Luise, gegen ihren Willen in eine Erziehungsanstalt nach Frankreich gebracht wurden. Ein guter Freund und Vertrauter La Roches, Pfarrer Johann Jakob Brechter, gab ihr den Rat, ihre Empfindungen niederzuschreiben. Das Schreiben war für La Roche schon immer ein bewährtes Mittel gewesen, das sie zur Bewältigung privater Krisen nutzte.
Der Entstehung des Romans liegen mehrere Motive zur Grunde, hierbei lassen sich zwei große Motive deutlich erkennen: Eine enttäuschte Mutter, die sich ein „neues Kind“ schafft, um ihrer mütterlichen Rolle nachzugehen, und somit die Trauer über den Verlust ihrer beiden Töchter verarbeitet, sowie ihr pädagogisches Interesse an Erziehungsfragen, die sie in didaktischer Absicht verfasst und so an Dritte weitergibt. Die Protagonistin Sophie kann daher als eine Mischung aus weiblicher Idealgestalt und autobiographischen Anklängen bezeichnet werden.
La Roche, die ein außerordentliches Interesse für Erziehungsfragen hatte – vielleicht gerade weil sie ihre beiden Töchter nicht selbst erziehen konnte – holte dies in ihrem Roman auf ihre ganz eigenen Art und Weise nach. Sie schuf nun das „papierne Mädchen“ Sophie, das sie in ihrem Roman nach ihren Wertvorstellungen erzieht. Unschwer zu erkennen ist, dass La Roche bei der Erziehung Sophies großen Wert auf geistige Bildung und häuslichen Nutzen legt. Hier lassen sich auch Parallelen zu La Roche ziehen, die als junges Mädchen im Hause Gutermann ähnlich Gutes erfahren hat. Nach eigenen Bekenntnissen hat La Roche sich in der Protagonistin Sophie selbst gezeichnet, jedoch nur äußerlich an ihre Erinnerung als junges Augsburger Mädchen.
Die Protagonistin Sophie verliert im Roman ihre Mutter bereits mit acht Jahren. Auch La Roche verlor ihre Mutter sehr früh, die Erinnerungen an den frühen Tod ihrer Mutter mögen hier wohl mitgespielt haben.

## Form des Romans
In Deutschland entstanden die ersten empfindsamen Briefromane erst um 1770. La Roches Werk Die Geschichte des Fräuleins von Sternheim ist einer von diesen und wurde anonym von Wieland, mit einem Vorwort von ihm versehen, herausgegeben.
Formal und inhaltlich kommt La Roches Roman dem englischen Muster am nächsten. La Roches Briefroman besteht aus zwei Teilen, die getrennt voneinander im Mai und Juni 1771 erschienen sind. Das Schicksal der Sophie von Sternheim wird dem Leser zum einen durch die eigenen Briefe an ihre Freundin Emilia mitgeteilt, zum anderen in Form von Briefen abwechselnder Absender an wechselnde Adressaten, die wiederholt dasselbe Ereignis aus den verschiedenen Perspektiven schildern. Die Perspektive Sternheims steht im Roman im Vordergrund, sie richtet insgesamt 29 Briefe an ihre Freundin Emiliana, jedoch gehen die Briefe nur in eine Richtung, es gibt also keine Antworten. Wichtig zu erwähnen ist, dass die eigentliche Hauptfigur Sophie von Sternheim erst auf Seite 50 von insgesamt 349 Seiten eingeführt wird. Davor werden zunächst das Kennenlernen und die Ehe der Eltern geschildert.

### Stil
Sophie von La Roche verwendet in ihrem Roman unterschiedliche stilistische Mittel, von denen einige zu dieser Zeit in der deutschen Literatur noch unbekannt waren. Sie führt zum einen den ersten mehrdimensionalen Roman ein, zum anderen psychologisiert sie ihre Charaktere. La Roche nutzt den erzählenden Kunstgriff des Perspektivenwechsels. Dadurch ist sie zum einen nicht gezwungen, einzig die Perspektive von Sophie wiedergeben zu müssen, zum anderen kommt sie ihren Personen näher und kann sie formen.
Der Perspektivenwechsel sorgt dafür, dass die linear verlaufende Handlung durch die mehrdimensionale Perspektive gebrochen wird. Diese Mehrsträngigkeit hat La Roche auch genutzt, um ihren Charakteren eine besondere Intensität zu verleihen und sie zu verfeinern. Sie kreiert individuelle Charaktere, indem sie nicht nur den Stil, sondern auch den Duktus der Briefe schreibender Personen variiert. Persönliche, private und subjektive Regungen sowie Empfindungen werden in den einzelnen Briefen in den Vordergrund gestellt. Der Charakter und die Motive der Figuren sind nicht dadurch gekennzeichnet, was sie sagen oder wie sie handeln, sondern vielmehr, wie sie sich ausdrücken. La Roche schafft auch hiermit einen neuen Impuls für die deutsche literarische Welt, denn die Psychologisierung von Romanfiguren war bis dahin in den deutschen Romanen völlig unbekannt. Sophie von La Roche setzt mit ihrem Roman und durch ihren Schreibstil neue Parameter für die deutsche Romanliteratur der Folgejahre.

### Wieland als Herausgeber

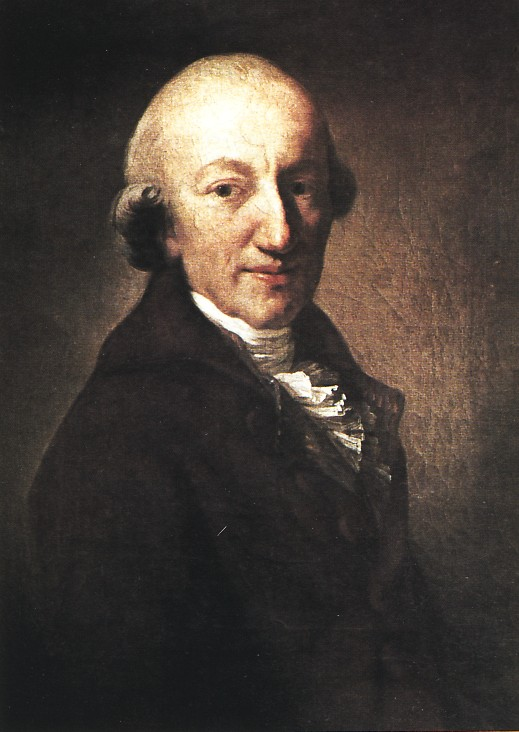
Herausgeber Christoph Martin Wieland (Gemälde von Anton Graff, 1794)

Sophie von La Roches Roman wurde anonym von Christoph Martin Wieland herausgegeben. Im 18. Jahrhundert hatten Frauen in Deutschland weder das Recht, noch eine Möglichkeit, ihre Werke ohne männliche Unterstützung zu veröffentlichen. Gerade mit einem Roman war es für Frauen undenkbar, in der literarischen „Männerwelt“ zu debütieren. Sophie von La Roches Laufbahn begann daher durch ihren langjährigen Freund Wieland, indem er ihr Werk herausgab. La Roche begann bereits 1766 mit ihrem Roman, stellte ihn jedoch erst fertig, nachdem sie ihrer Rolle als Mutter nachgekommen war. Wieland fungierte bei dem Roman nicht nur allein als Ratgeber, denn er stand La Roche in literarischen Fragen stets zur Seite, sondern er ermöglichte ihr auch die Publikation bei seinem Verleger Reich in Leipzig. Wieland eröffnete dem Roman einen bedeutenden Platz in der literarischen Welt, da er in seiner Vorrede La Roches Roman als Frauenroman benannte und somit einen neuen Gattungsbegriff ins Leben rief.
Doch Wielands Vorrede hat auch einen Beigeschmack. Durch seine griffige Etikettierung als „Frauenroman“ beschränkt er den Roman La Roches für die Rezeption und die literarische Nachwelt. Wieland betreibt im Roman auch Leserstreuung, da er „eine Reihe von Anmerkungen zum Text Interessen der Männer zu vertreten und die Heldin in Grenzen als Frau zu weisen versucht“ (Becker-Cantarino 2008: S. 90.) Er korrigiert Regungen, die von der sanktionierten Frauenrolle abweichen, indem er darauf hinweist, dass Frauen keine eigene Moral ausbilden dürften. Wieland spielt zudem mit der Rolle des Herausgebers. Im Vorwort merkt er an, dass er das Manuskript in der gedruckten und nicht in der handgeschriebenen Fassung herausgibt. Dadurch kann man erahnen, dass der Roman bereits für eine Veröffentlichung vorgesehen war. Auch der Schriftzug auf dem Titelblatt des Romans, „Von einer Freundin derselben aus Originalpapieren und anderen zuverlässigen Quellen gezogen“ (Becker-Cantarino 2006: S. 7.), lässt von der ursprünglichen Behauptung, er habe die Briefe gefunden, gesammelt und trotz einiger Defizite als gelungenes Werk betrachtet, absehen.
Wieland wendet sich im Vorwort an mögliche Kritiker und weist schon von vorneherein auf Defizite hin. Da er ahnte, dass seine Herausgeberfiktion schnell durchschaut werden würde, sicherte er sich gegen die Kritik der Kritiker ab, indem er versuchte, den Roman zu legitimieren: Er betont wiederholt die Bescheidenheit und Tugendhaftigkeit der Frau von La Roche, um ihr eine möglichst gute Rezeption zu verschaffen. La Roche verdankt Wieland ihren Durchbruch zur gefeierten Schriftstellerin und zur Akzeptanz in einer bis dato fast ausschließlich männlich bestimmten literarischen Welt.

## Rezeption
Die Geschichte des Fräuleins von Sternheim wurde mit dem Erscheinen des Romans im März und September 1771 bei Philipp Erasmus Reich in Leipzig zu einem der großen Erfolge des Buchmarkts und Sophie von La Roche mit einem Schlag zu einer bedeutenden Schriftstellerin. Noch im ersten Jahr mussten drei Auflagen gedruckt werden, fünf weitere Auflagen folgten in den nächsten fünfzehn Jahren.

### Zeitgenössische Rezeption
Sophie von La Roche bekam begeisterte Zuschriften und literarische Größen kündigten ihren Besuch an, um die Verfasserin des Romans persönlich kennenzulernen. Den Philologen Eulogius Schneider veranlasste die Lektüre und die positive Kritik des Romans sogar dazu, Auszüge des Werkes als Beispiel eines guten Schreibstils in seine Stilistik aufzunehmen.
Das Vorwort des Herausgebers Christoph Martin Wieland entwaffnete die vermeintlichen Kritiker vorweg dadurch, dass es ihnen schmeichelt. Die wenigen ablehnenden Stimmen trafen auf heftigen Widerspruch der begeisterten Leser und fielen daher weniger ins Gewicht. Kritische Einwände gab es lediglich gegen die Vorrede des Herausgebers, den man zunächst für den Verfasser hielt. Auffallend ist, dass die Zustimmung für das Werk aus sehr vielfältigen Lagern der Leserschaft kam: Spätaufklärer wie Stürmer und Dränger, jüngere wie ältere Generationen sprachen ihre Begeisterung über das erste Werk der Schriftstellerin aus.
In der von Johann Georg Sulzer und Friedrich Nicolai herausgegebenen Allgemeinen deutschen Bibliothek erschien eine Rezension, welche die „überall verbreitete gesunde Moral“ des Romans und den „moralischen Heroismus“ des Fräuleins von Sternheim hervorhebt.
Die Aufnahme des Werkes im Kreis der Aufklärer war durchweg positiv, die Zustimmung bei den Stürmern und Drängern steigerte sich hingegen bis zur Überschwänglichkeit. Johann Gottfried von Herder, Maria Karoline Flachsland, Johann Heinrich Merck und Johann Wolfgang von Goethe wetteiferten nahezu in ihren begeisterten Positionen zum Roman. In Briefen an seinen Freund Merck äußerte Herder: „Alles, was Sie mir von der Verfasserin der Sternheim sagen, sind für mich wahre Evangelien“.
Die Stürmer und Dränger waren von den beschriebenen Gefühlen in der Geschichte des Fräuleins von Sternheim geradezu fasziniert. Das wird besonders in Goethes Rezension des Romans deutlich, die er in den Frankfurter Gelehrten Anzeigen veröffentlichte. Er zielt darin auf die Kritiker aus dem aufklärerischen Lager: „Allein alle die Herren irren sich, wenn sie glauben, Sie beurteilen ein Buch – es ist eine Menschenseele.“
Die jungen Leser der 1770er Jahre identifizieren sich oftmals mit der Romanfigur Sternheim sowie mit ihren Sehnsüchten und Idealen. Sie übersahen in ihrer Begeisterung jedoch, dass die Lebensanschauungen des Fräuleins von Sternheim sich vom rationalistischen Denken nur gering unterscheiden. Gestört hat sich die Mehrzahl der zeitgenössischen Leser offenbar auch nicht an der wenig innovativen Handlung des Romans. Damit ebnete der erste deutsche Frauenroman bis weit ins 19. Jahrhundert hinein vor allem den Weg für die Trivialliteratur. Am Ende des 18. Jahrhunderts ließ die Begeisterung für den Roman immer weiter nach, bis er fast gänzlich in Vergessenheit geriet.

### Moderne Rezeption
In den 1970er-Jahren stellte man fest, dass Leben und Werk der La Roche bis dahin nur sehr selten Gegenstand historischer Forschung gewesen waren und ihre Person fast nur noch im Zusammenhang mit Zeitgenossen, deren Leben sie mitgeprägt hatte, Erwähnung fand. Zudem war ihr Werk bis auf die Geschichte des Fräuleins von Sternheim kaum auf dem Buchmarkt erhältlich.
Heute ist es vor allem die feministisch motivierte Literaturwissenschaft, die Interesse für Person und Werk der Sophie von La Roche zeigt und der wichtigsten deutschen Schriftstellerin im letzten Drittel des 18. Jahrhunderts neue Aktualität verliehen hat. Als Verfasserin des ersten deutschen Frauenromans ist ihr auch in der traditionellen Literaturgeschichtsschreibung eine gebührende Beachtung zuteilgeworden, jedoch fand sie auch dort hauptsächlich Erwähnung als Verlobte Wielands, Freundin des jungen Goethe und als
Großmutter von Bettina und Clemens Brentano. Dagegen haben die neusten Forschungsbeiträge ihre literarischen Entwürfe weiblicher Sozialisation in der Gesellschaft des 18. Jahrhunderts in den Vordergrund gestellt.

## Ausgaben
- Christoph Martin Wieland (Hrsg.): Geschichte des Fräuleins von Sternheim. Von einer Freundin derselben aus Original-Papieren und andern zuverläßigen Quellen gezogen. (2 Bände). Weidmanns Erben und Reich, Leipzig 1771 (Originalausgabe) (Digitalisat und Volltext im Deutschen Textarchiv Bd. 1, Digitalisat und Volltext im Deutschen Textarchiv Bd. 2)
- Christoph Martin Wieland (Hrsg.): Geschichte des Fräuleins von Sternheim. Von einer Freundin derselben aus Original-Papieren und andern zuverläßigen Quellen gezogen. Deutscher Taschenbuch Verlag, München 2007, ISBN 978-3-423-13530-6.
- Sophie von La Roche: Geschichte des Fräuleins von Sternheim. Herausgegeben von Barbara Becker-Cantarino. Reclam-Verlag, Stuttgart 2006, ISBN 978-3-15-007934-8